# Martina Tittel
Martina Tittel (geb. 1958 in Berlin) ist eine deutsche Unternehmerin und Verlegerin. Sie ist Besitzerin der Nicolaischen Buchhandlung, der ältesten Buchhandlung Berlins, und des historischen Nicolai Verlages.

## Leben
Tittel wuchs im Berliner Ortsteil Neukölln auf. Gegen den Willen ihrer Eltern setzte sie ihren Wunsch nach Erlangung des Abiturs durch, indem sie bereits im Jugendalter den elterlichen Haushalt verließ und Unterstützung beim Sozialamt suchte. Während ihrer Schulzeit zeigte sie sich politisch engagiert, beteiligte sich an antifaschistischen Aktionen in Neukölln und war an der Gründung der Alternativen Liste für Demokratie und Umweltschutz, einem Vorläufer der Berliner Grünen, beteiligt. Nach einer Ausbildung bei Karstadt nahm sie ein Studium an der Freien Universität Berlin auf, wo sie Biologie, Germanistik, Politologie und Publizistik belegte. Zur Sicherung ihres Lebensunterhalts arbeitete sie während des Studiums in unterschiedlichen Branchen. Im Anschluss an ihr Studium war Tittel über 25 Jahre lang im Handel, Marketing und Vertrieb tätig, wobei sie Leitungs- und Managementaufgaben in verschiedenen Unternehmen übernahm. Eine besondere Station ihrer beruflichen Laufbahn war ihre Zeit als Geschäftsführerin des Kulturkaufhauses Dussmann, in der sie maßgeblich zu einer erfolgreichen Neuausrichtung des Hauses beitrug. Neben ihren Unternehmertätigkeiten engagiert sie sich in verschiedenen Branchenverbänden.

## Wirken
Im Jahr 2015 erwarb Tittel die seit 1713 bestehende Nicolaische Buchhandlung in Berlin, die älteste Buchhandlung der Stadt, und führte diese von da an als Inhaberin. In der Folge modernisierte sie das Geschäft, sorgte für eine deutliche Senkung des Energieverbrauchs und etablierte nachhaltige Betriebsstrukturen, um den Buchhandel zukunftsfähig und umweltbewusst zu gestalten. Im Jahr 2024 übernahm Tittel zur Bewahrung dessen aufklärerischen Erbes und Fortführung des literarischen Programms im Sinne einer kritischen, zeitgemäßen Verlagsarbeit zudem den historischen Nicolai Verlag.